# Cathay
Cathay è un centro abitato (city) degli Stati Uniti d'America, situato nella Contea di Wells, nello Stato del Dakota del Nord. Nel censimento del 2000 la popolazione era di 56 abitanti. La città è stata fondata nel 1899.

## Geografia fisica
Secondo i rilevamenti dell'United States Census Bureau, la località di Cathay si estende su una superficie di 0,50 km², tutti occupati da terre.

## Popolazione
Secondo il censimento del 2000, a Cathay vivevano 56 persone, ed erano presenti 14 gruppi familiari. La densità di popolazione era di 119 ab./km². Nel territorio comunale si trovavano 37 unità edificate. Per quanto riguarda la composizione etnica degli abitanti, il 98,21% era bianco e l'1,97% apparteneva a due o più razze. La popolazione di ogni razza ispanica corrispondeva all'1,79% degli abitanti.
Per quanto riguarda la suddivisione della popolazione in fasce d'età, il 28,6% era al di sotto dei 18, il 3,6% fra i 18 e i 24, il 19,6% fra i 25 e i 44, il 30,4% fra i 45 e i 64, mentre infine il 17,9% era al di sopra dei 65 anni di età. L'età media della popolazione era di 44 anni. Per ogni 100 donne residenti vivevano 75,0 maschi.